# Robert W Scherer-elektriciteitscentrale

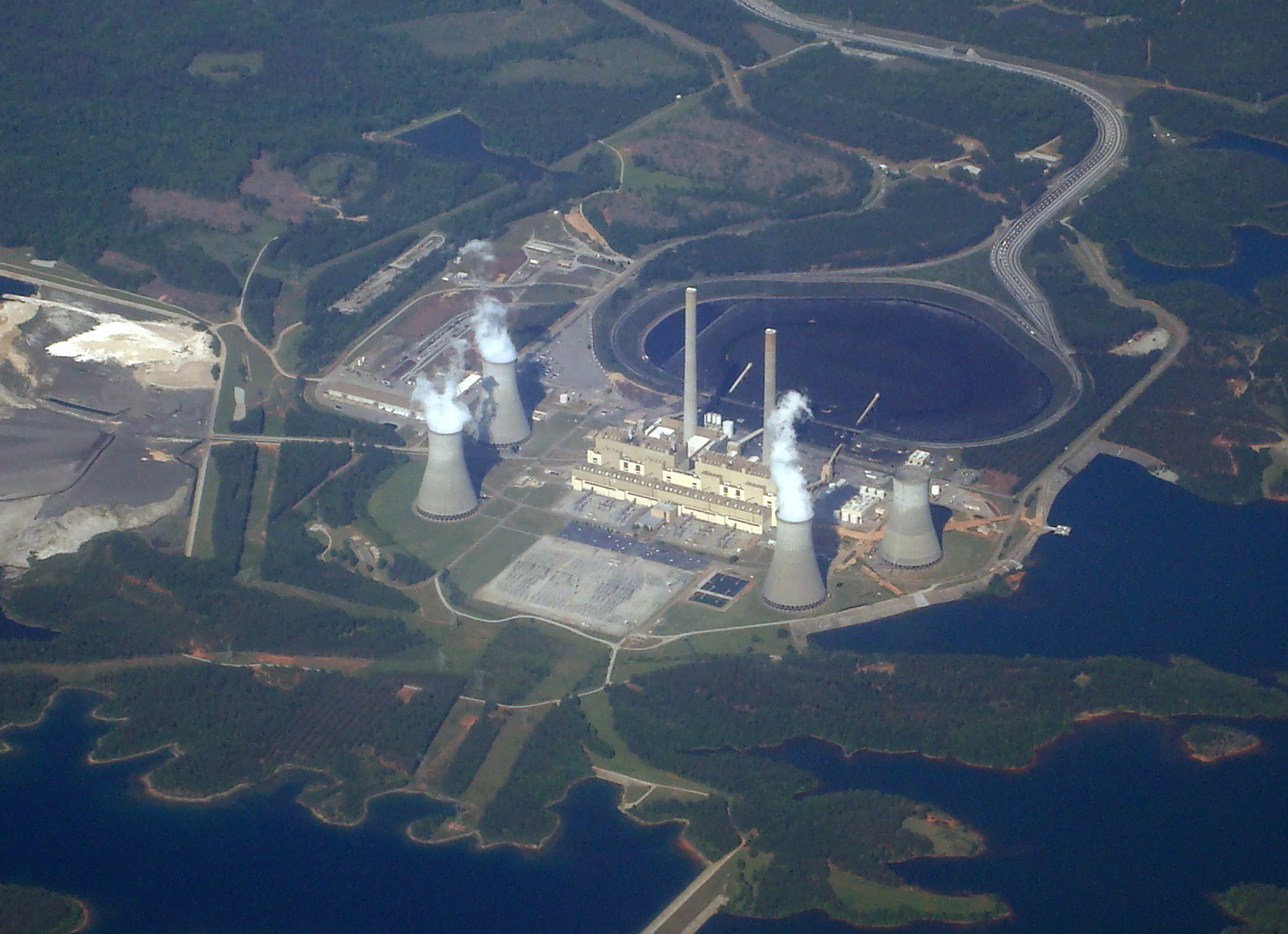
Robert W Scherer elektriciteitscentrale

De Robert W Scherer elektriciteitscentrale is een steenkoolgestookte thermische centrale te Macon, Georgia, VS. De centrale bestaat uit vier eenheden met elk een vermogen van 880 MW. De twee 305 m hoge schoorstenen werden respectievelijk in 1982 en 1986 gebouwd.